# Ferrari F2003-GA
Ferrari F2003-GA — автомобиль гоночной команды Scuderia Ferrari, построенный для участия в сезоне 2003 года и разработанный Рори Бирном и Россом Брауном. Болид дебютировал на пятом этапе сезона 2003 года, сменив предыдущую машину Ferrari F2002. Первоначально машина должна была получить название F2003, по аналогии с предыдущими шасси, но в январе 2003 года скончался глава FIAT Джанни Аньелли, чьи инициалы и были добавлены к названию болида. Используя этот автомобиль, Михаэль Шумахер в шестой раз стал чемпионом мира, а команда выиграла Кубок конструкторов.

## Изменения в регламенте
Начиная с сезона 2000 года Михаэль Шумахер практически не оставлял шансов на чемпионство другим гонщикам, настолько сильно он отрывался от остальных в личном зачёте по очкам. Благодаря этому, ещё за несколько этапов до завершения сезонов было ясно, что очередное чемпионство достанется немцу из Ferrari. Готовясь к сезону 2003 года, FIA предприняла попытку уравнять шансы гонщиков и изменила регламент. Изменения коснулись очков, получаемых пилотами по итогам гран-при, теперь восемь гонщиков получали очки за финиш вместо шести в прошлом сезоне. Победитель, как и ранее, зарабатывал 10 очков, а второй уже 8, а не 6, за третье место давали 6 очков вместо 4. Всё это должно было помешать лидеру сделать большой отрыв в первой половине сезона и сохранить интригу.
Изменения возымели силу. Благодаря новой системе начисления очков, интрига сохранялась вплоть до последней гонки сезона в Нагое. Молодой Кими Райкконен, выступающий за McLaren, чуть было не лишил чемпионского титула Шумахера, выигравшего 6 гонок в сезоне. Райкконен выиграл всего одну гонку, но регулярно финишировал на подиуме, что позволило ему набрать достаточно очков. В итоге Шумахер набрал 93 очка, а Райкконен 91.

## Конструкция
Основная концепция дизайна болида не изменилась по сравнению с F2002, однако изменения всё же были. Колёсная база увеличилась на 5 сантиметров, а кабина переместилась на несколько сантиметров дальше от передних колёс. Из-за характерной формы воздухозаборника в форме «плавника», новую машину Ferrari прозвали «Красной акулой».
Новое шасси стало намного современнее прошлогоднего F2002 из-за использования некоторых инноваций. В частности, боковые понтоны новой машины стали компактнее, более выпуклые спереди и сужающиеся к задней части болида. Изящные понтоны скрывали новые радиаторы, которые стали меньше в сравнении с F2002, но были расположены под углом и установлены веером, что уменьшило лобовое сопротивление и позволило развивать бо́льшую скорость на прямых. Вместе с этим была изменена задняя подвеска: пружины были заменены торсионами. Также машина получила новые поворачивающиеся амортизаторы.
Передние и задние элементы подвески были пересмотрены, чтобы максимально увеличить производительность шин Bridgestone и повысить аэродинамические свойства болида. Новый двигатель Ferrari 052, как и его предшественник, был установлен продольно. Как обычно, Shell внесли свой вклад в совершенствование мотора, улучшив горюче-смазочные материалы для максимальной производительности и надёжности двигателя. Имея такое же продольное крепление, коробка передач получила новую конструкцию, что уменьшило её размер и вес. отливаемая из титана коробка передач имела семь передач (не считая задней) и электро-гидравлический привод с последовательным переключением.
В соответствии с тенденцией, инициированной Ferrari и теперь почти повсеместно принятой в Формуле-1, автомобиль был оснащен усовершенствованными трубами верхнего выхлопа, похожими на выхлопные трубы F2002.
- Ferrari F2003-GA
- Двигатель Ferrari 052 V10
- Переднее антикрыло
- Новый понтон F2003-GA
- Кокпит болида
- Воздухозаборник в форме плавника

## Выступления в сезоне 2003
Итальянская команда начала свой 54-й сезон в Формуле-1 с машиной Ferrari F2002, слегка модернизировав её. В начале сезона 2003 года считалось, что F2002 настолько хороша, что сможет конкурировать с новыми шасси других команд в первой части чемпионата. F2003-GA уже была построена, но проходила испытания. Хотя F2002 и была достаточно мощна для 2003 года, старт сезона у Scuderia Ferrari не задался. Из-за сходов и ошибок на пит-стопах пилоты Ferrari к пятому этапу уступали Кими Райкконену, выступавшему за McLaren. Единственная победа на F2002 в сезоне 2003 года досталась Шумахеру в Сан-Марино.
Ferrari F2003-GA дебютировала на пятом этапе в Испании, где Шумахер одержал на ней победу. Следующий гран-при был снова за Красным Бароном, несмотря на возгорание болида во время пит-стопа. Баррикелло в этих двух гонках финишировал третьим. В Монако немец был третьим, а бразилец только восьмым, однако уже через две недели в Канаде Шумахер выиграл гонку и стал лидером чемпионата, обогнав Райкконена.
Следующие пять этапов складывались для гонщиков Феррари не лучшим образом. Шумахер не выигрывал, и лишь однажды приехал в тройке, а Баррикелло после победы во Франции два раза подряд не доезжал до финиша. Удержаться на вершине чемпионата Шумахеру помогло отсутствие другого сильного лидера: многие гонщики набирали очки, на гран-при Венгрии первую в своей карьере победу на Renault R23 завоевал молодой Фернандо Алонсо, Шумахер был лишь восьмым.
Построенная Эдрианом Ньюи McLaren MP4-18 отличалась высокой скоростью, но была крайне ненадёжной, из-за чего не принимала участия в гонках чемпионата 2003 года, хотя её пытались доработать в течение сезона. Вместо этого пилоты McLaren управляли улучшенной версией прошлогоднего болида McLaren MP4-17 (McLaren MP4-17D) на протяжении всего 2003 года, что не позволило им показывать более высокие результаты.
Интрига в чемпионате сохранялась до самого последнего этапа в Японии. Для победы на Судзуке Шумахеру достаточно было достаточно приехать в очковой зоне. Райкконен мог завоевать чемпионство в случае, если финиширует первым, а немец не наберёт ни одного очка. Дождь во время субботней квалификации помешал Михаэлю установить хорошее время круга и он стал только 14, Кими занял 8 место на старте, а Рубенс проехал быстрее всех и занял поул-позицию. В самом начале гонки Шумахер сломал антикрыло, столкнувшись с Такумой Сато, после чего отодвинулся в конец пелетона. Всё же к концу гонки он был восьмым, а Баррикелло сдержал Райкконена, не отдав тому первое место в гонке. Шумахер на новой машине стал чемпионом в шестой раз и в четвёртый раз подряд. Отрыв от Райкконена по итогам чемпионата 2003 года был минимальным — всего 2 очка.

## Результаты в чемпионате мира Формулы-1
| Легенда к таблице |                                                                    |
| --- | ------------------------------------------------------------------ |
| В таблице перечислены результаты всех Гран-при Формулы-1, в которых использовался автомобиль. Строками таблицы являются сезоны, столбцами — этапы чемпионата мира. В каждой клетке указаны сокращённое название этапа и результат, дополнительно обозначенный цветом. Расшифровка обозначений и цветов представлена в нижеследующей таблице. |                                                                    |
| \| Пример \| Описание \| \| ------------ \| ------------------------------------------------------------------ \| \| 1 \| Победитель \| \| 2 \| Второе место \| \| 3 \| Третье место \| \| 5 \| Финишировал, заработав очки \| \| Сход \| Не финишировал, но при этом заработал очки \| \| 12 \| Финишировал, не получив очков \| \| НКЛ \| Финишировал, но не попал в финальную классификацию \| \| 15 \| Участвовал вне зачёта, либо по отдельной классификации \| \| 18 \| Не финишировал, но попал в финальную классификацию \| \| Сход \| Не финишировал \| \| НКВ \| Не прошёл квалификацию \| \| НПКВ \| Не прошёл предквалификацию \| \| ДСК \| Дисквалифицирован \| \| ИСК \| Исключён из протокола соревнований \| \| ТТ \| Заявлен для участия только в тренировках \| \| НС \| Участвовал в квалификации, но не стартовал в гонке \| \| Т \| Травмирован или болен \| \| ОТК \| Отказ от участия \| \| НТР \| Прибыл на соревнования, но на трассу не выезжал \| \| НПР \| Был заявлен в числе участников, но не прибыл к началу соревнований \| \| О \| Соревнования отменены \| \| \| Не участвовал \| \| Поул-позиция \| \| \| Быстрый круг \| \| |                                                                    |
| Пример | Описание                                                           |
| 1 | Победитель                                                         |
| 2 | Второе место                                                       |
| 3 | Третье место                                                       |
| 5 | Финишировал, заработав очки                                        |
| Сход | Не финишировал, но при этом заработал очки                         |
| 12 | Финишировал, не получив очков                                      |
| НКЛ | Финишировал, но не попал в финальную классификацию                 |
| 15 | Участвовал вне зачёта, либо по отдельной классификации             |
| 18 | Не финишировал, но попал в финальную классификацию                 |
| Сход | Не финишировал                                                     |
| НКВ | Не прошёл квалификацию                                             |
| НПКВ | Не прошёл предквалификацию                                         |
| ДСК | Дисквалифицирован                                                  |
| ИСК | Исключён из протокола соревнований                                 |
| ТТ | Заявлен для участия только в тренировках                           |
| НС | Участвовал в квалификации, но не стартовал в гонке                 |
| Т | Травмирован или болен                                              |
| ОТК | Отказ от участия                                                   |
| НТР | Прибыл на соревнования, но на трассу не выезжал                    |
| НПР | Был заявлен в числе участников, но не прибыл к началу соревнований |
| О | Соревнования отменены                                              |
| | Не участвовал                                                      |
| Поул-позиция |                                                                    |
| Быстрый круг |                                                                    |

| Год  | Шасси            | Двигатель       | Шины | Пилоты     | 1   | 2   | 3   | 4   | 5   | 6   | 7   | 8   | 9   | 10  | 11  | 12   | 13   | 14  | 15   | 16  | Место | Очки |
| ---- | ---------------- | --------------- | ---- | ---------- | --- | --- | --- | --- | --- | --- | --- | --- | --- | --- | --- | ---- | ---- | --- | ---- | --- | ----- | ---- |
| 2003 | Ferrari F2003-GA | Ferrari 052 V10 | B    |            | АВС | МАЛ | БРА | САН | ИСП | АВТ | МОН | КАН | ЕВР | ФРА | ВЕЛ | ГЕР  | ВЕН  | ИТА | США  | ЯПО | 1     | 158  |
| 2003 | Ferrari F2003-GA | Ferrari 052 V10 | B    | М. Шумахер |     |     |     |     | 1   | 1   | 3   | 1   | 5   | 3   | 4   | 7    | 8    | 1   | 1    | 8   | 1     | 158  |
| 2003 | Ferrari F2003-GA | Ferrari 052 V10 | B    | Баррикелло |     |     |     |     | 3   | 3   | 8   | 5   | 3   | 7   | 1   | Сход | Сход | 3   | Сход | 1   | 1     | 158  |